# Petre Baniță
Petre N. Baniță (n. 6 aprilie 1926, Breaza, Județul Buzău – d. 3 august 2009) a fost un agronom, viticultor și profesor universitar român, recunoscut pentru contribuțiile sale în viticultura pe soluri nisipoase și pentru activitatea sa didactică la Universitatea din Craiova. Membru titular al Academiei de Științe Agricole și Silvice (ASAS), a fost un pionier al tehnologiilor viticole, autor al monografiei premiate „Viticultura pe nisipuri” și coautor al „Ampelografia RPR”. A coordonat programe de cercetare ample, precum „Cultura plantelor pe nisipuri”, și a format generații de horticultori prin cursuri de ampelografie și viticultură.
În legislatura 1992-1996, a fost membru al Camerei Deputaților, ales în județul Dolj pe listele partidului PDSR.

## Biografie
A fost profesor universitar, directorul Stațiunii centrale de cercetări pentru ameliorarea nisipurilor Dăbuleni.

### Copilărie și educație
Petre Baniță s-a născut la 6 aprilie 1926 în comuna Breaza, Județul Buzău, într-o familie de țărani. A urmat școala primară în satul natal (1934–1938) și liceul la Colegiul „Bogdan Petriceicu Hasdeu” din Buzău (1938–1946). În 1946, a fost admis la Facultatea de Agronomie a Institutului Agronomic „Nicolae Bălcescu” din București, transferându-se în anul III la Facultatea de Horticultură, pe care a absolvit-o în 1950 cu rezultate remarcabile.

### Carieră profesională
În 1950, Petre Baniță a fost angajat ca asistent provizoriu la Stațiunea Experimentală Viticolă Drăgășani, unde a lucrat până în 1962. A ocupat poziții de asistent (1953–1958), cercetător principal și șef de laborator pentru agrotehnică viticolă (1958–1962). Între 1957 și 1961, a fost director al stațiunii, evidențiindu-se prin calități manageriale. În 1961, a fost transferat ca director la Stațiunea Viticolă Ștefănești, Argeș, iar între 1962 și 1964 a condus Stațiunea Experimentală Bechet, județul Dolj, specializându-se în viticultura pe nisipuri.
Din 1962, a intrat în învățământul superior, inițial ca lector la Institutul Pedagogic de 3 ani din Craiova, apoi ca profesor universitar la Facultatea de Științe Naturale și Horticultură a Universității Craiova (1970–2005). A predat cursuri de Horticultură (1962–1972), Ampelografie (1966–1969), Viticultură intensivă (1969–1974) și Viticultură specială (după 1971). A coordonat lucrări practice la stațiunile Banu Mărăcine, Simnic și Bechet și a îndrumat doctorate după 1990. În paralel, a rămas director al Stațiunii de Cercetări Bechet, contribuind la dezvoltarea sediului din Dăbuleni.
A efectuat specializări în URSS, Bulgaria (Plevna, Plovdiv), Ungaria (1972), SUA (California, 1970), Franța (1974), Israel (1976) și Algeria (1979), consolidându-și expertiza în viticultura pe nisipuri.

### Familie
Nu există informații disponibile despre familia lui Petre Baniță.

## Activitate științifică
Petre Baniță a fost un specialist de referință în viticultura pe soluri nisipoase, cu contribuții majore în agrotehnica viticolă, selecția clonală și ameliorarea soiurilor. A publicat numeroase studii, monografii și cursuri, dintre care se remarcă „Viticultura pe nisipuri” (1985, premiată de Academia Română) și contribuțiile la „Ampelografia RPR” (vol. II, III, VII, VIII). Cercetările sale s-au concentrat pe:
- Agrotehnica viticolă: A dezvoltat tehnologii pentru pregătirea terenului, plantarea și întreținerea viței de vie pe nisipuri, incluzând metode de altoire, forțare și irigare.
- Selecția clonală și ameliorarea soiurilor: A creat selecțiile clonale „Drăgășani 37” și „Drăgășani 57” pentru portaltoi și a fost coautor al soiului „Crâmpoșie selecționată” și al clonului Cabernet Sauvignon 7.
- Pepiniera viticolă: A studiat portaltoii, recoltarea coardelor, altoirea și producerea vițelor altoite, publicând lucrarea de referință „Pepiniera de vițe” (1966).
- Viticultura pe nisipuri: A coordonat programul „Cultura plantelor pe nisipuri”, cu 38 de teme și 164 de experiențe, rezultând 16 tehnologii pentru culturi agricole.

Teza sa de doctorat, susținută în 1971 sub îndrumarea lui Gherasim Constantinescu, a sistematizat cercetările privind selecția clonală și ameliorarea viței de vie. A coordonat câmpuri experimentale la Drăgășani, Bechet și Dăbuleni, contribuind la valorificarea economică a nisipurilor din Oltenia.

## Lucrări publicate
Petre Baniță a publicat lucrări științifice, monografii și ghiduri practice esențiale pentru viticultura românească, dintre care:
- Pepiniera de vițe (1966), Editura Agrosilvică.
- Viticultura pe nisipuri (1985), Editura Ceres.
- Ampelografia RPR, vol. II, III, VII, VIII (1967, coautor), Editura Academiei.
- Organizarea producerii vițelor altoite în gospodăriile agricole colective (1963), broșură.
- Studiul portaltoilor răspândiți în viticultura RSR (1964), Lucrări științifice IANB.
- Tehnica pregătirii terenului și a plantării viței de vie pe nisipuri (1969), Revista de Horticultură și Viticultură.
- Stabilirea metodei de plantare a viței de vie pe nisipurile din Podgoria Dăbuleni (1969), Analele ICV Valea Călugărească.
- Cloni de perspectivă pentru struguri de masă și vin obținuți la Stațiunile Experimentale Drăgășani și Pietroasa (1969), Analele ICHV.
- Petre Baniță – Stratificarea coardelor altoi și portaltoi pentru iernare (1952), Revista de Pomicultură și Viticultură, nr. 3.
- Petre Baniță – Tehnica altoirii și forțării viței de vie (1954), Revista Grădina, Via și Livada, nr. 2.
- Petre Baniță – Copilitul vițelor portaltoi (1955), Revista Pomicultură și Viticultură, nr. 16.
- Petre Baniță – Copilitul vițelor altoite în pepinieră (1955), Revista Grădina, Via și Livada, nr. 6.
- Petre Baniță – Clonii de portaltoi din populația Berlandieri x Riparia Teleki, 8/3 selecționați la Stațiunea Experimentală Viticolă Drăgășani (1955), Revista Grădina, Via și Livada, nr. 12.
- Petre Baniță – Tăierea în uscat a vițelor portaltoi (1955), Revista Grădina, Via și Livada, nr. 4.
- Petre Baniță – Contribuții la stabilirea celor mai bune condiții de altoire și forțare a viței de vie (1956, cu B. Baltagi), Analele ICAR, vol. XXV.
- Petre Baniță – Contribuții la stabilirea condițiilor optime de plantare a vițelor altoite în școală (1957), Analele ICAR, vol. XXVI.
- Petre Baniță – Un nou procedeu de forțare a vițelor altoite în seră (1957), Lucrări Științifice ICHV.
- Petre Baniță – Experiența cu altoirea vițelor pe baza butașilor portaltoi (1957), Revista Grădina, Via și Livada, nr. 5.
- Petre Baniță – Condiții optime de plantare a vițelor altoite în școală (1958), Broșură, Metode de viticultură, pomicultură și legumicultură, Editura Agrosilvică, nr. 6.
- Petre Baniță – Condiții optime de plantare a vițelor portaltoi în Podgoria Drăgășani (1959), Revista Grădina, Via și Livada, nr. 5.
- Petre Baniță – Folosirea îngrășămintelor organo-minerale în serele de viță de vie (1962, cu C. Caramete și Gh. Butînescu), Lucrări Științifice ICHV, vol. IV.
- Petre Baniță – Altoirea în verde a viței de vie (1963), Revista Grădina, Via și Livada, nr. 6.
- Petre Baniță – Selecția clonală aplicată la unele soiuri roditoare în podgoriile Dealul Mare și Drăgășani (1964, colaboratori), Lucrări Științifice ICHV, vol. VI.
- Petre Baniță – Studiul portaltoilor răspândiți în viticultura RSR (1964), Lucrări Științifice IANB, Seria Horticultură.
- Petre Baniță – Altoirea în verde a viței de vie (1965), Revista Grădina, Via și Livada, nr. 2.
- Petre Baniță – Pepiniera de vițe (1966), Broșură, Editura Agrosilvică.
- Petre Baniță – Ampelografia RPR, vol. II (1967, colaboratori), Editura Academiei.
- Petre Baniță – Ampelografia RPR, vol. III (1967, colaboratori), Editura Academiei.
- Petre Baniță – Ampelografia RPR, vol. VII (1967, colaboratori), Editura Academiei.
- Petre Baniță – Ampelografia RPR, vol. VIII (1967, colaboratori), Editura Academiei.
- Petre Baniță – O metodă nouă de producere a vițelor altoite în verde (1967), Revista Grădina, Via și Livada, nr. 2.
- Petre Baniță – Cloni de perspectivă pentru struguri de masă și vin obținuți la Stațiunile Experimentale Drăgășani și Pietroasa (1969), Analele ICHV - Valea Călugărească, vol. I.
- Petre Baniță – Stabilirea metodei de plantare a viței de vie pe nisipurile din Podgoria Dăbuleni (1969), Analele ICV Valea Călugărească, vol. I.
- Petre Baniță – Tehnica pregătirii terenului și a plantării viței de vie pe nisipuri (1969), Revista de Horticultură și Viticultură, nr. 2.
- Petre Baniță – Tehnica înființării plantațiilor viticole pe nisipurile din Oltenia (1970), Revista de Horticultură și Viticultură, nr. 5.
- Petre Baniță – Un nou hibrid pentru vinuri albe de consum curent în Podgoria Drăgășani - Crâmpoșie (1970), Analele ICHV Valea Călugărească, vol. II.
- Petre Baniță – Aspecte caracteristice ale culturilor irigate pe nisipuri (1971, cu M. Nicolescu și colaboratori), Revista Probleme Agricole, nr. 5.
- Petre Baniță – Cultura plantelor pe nisipuri nivelate și irigate în sudul Olteniei (1972, colaboratori), Casa Agronomului Dolj.
- Petre Baniță – Viticultura pe nisipuri (1985), Editura Ceres.
- Petre Baniță – Un nou hibrid pentru vinuri albe de consum curent în Podgoria Drăgășani, Crâmpoșie 3/7/A.

A colaborat cu Gherasim Constantinescu, Emilian Popescu, Vasile Lepădatu și alți cercetători.

## Premii, distincții și recunoaștere
- Premiul „Ion Ionescu de la Brad” al Academiei Române pentru „Viticultura pe nisipuri” (1983).
- Membru corespondent (1969) și membru titular al Academiei de Științe Agricole și Silvice (1991).[1]
- Medalia Muncii (1954).
- Ordinul Muncii, clasa a III-a (1961).
- Ordinul 23 August, clasa a V-a.
- Medalia Meritul Agricol (de două ori).
- Ordinul „Meritul Științific” clasa a II-a (7 mai 1981) „pentru rezultatele obținute în îndeplinirea cincinalului 1976–1980, pentru contribuția deosebită adusă la înfăptuirea politicii Partidului Comunist Român de făurire a societății socialiste multilateral dezvoltate în patria noastră, cu prilejul aniversării a 60 de ani de la făurirea Partidului Comunist Român”[2]

## Recunoaștere internațională
Petre Baniță a reprezentat viticultura românească la simpozioane și specializări internaționale:
- URSS, Bulgaria (Plevna, Plovdiv), Ungaria (1972).
- California, SUA (1970).
- Franța (1974).
- Israel (1976).
- Algeria (1979).

## Contribuții suplimentare

### Proiecte educaționale
A predat cursuri variate la Universitatea Craiova, incluzând Horticultură, Ampelografie și Viticultură, și a coordonat lucrări practice și proiecte de diplomă. A fost membru în peste 20 de comisii de doctorat și îndrumător de doctorate după 1990.

### Cercetare și mentorat
A format echipe de cercetare la Drăgășani, Bechet și Dăbuleni, colaborând cu specialiști precum Gheorghe Ștefănescu-Zexe, Ecaterina Popa și Tudor Stanciu. A contribuit la dezvoltarea soiurilor și tehnologiilor viticole.

### Infrastructură viticolă
A consolidat Stațiunea de Cercetări Bechet, coordonând construcția sediului din Dăbuleni, și a sprijinit câmpurile experimentale din Oltenia.

## Alte activități
În 1992, Petre Baniță a fost ales deputat în Parlamentul României, contribuind la politici agricole.